# Concili d'Efes
El Concili d'Efes es va celebrar entre el 22 de juny i el 16 de juliol de l'any 431 a Efes, antic port grec, en l'actual Turquia. És considerat per l'Església Catòlica, per l'Església Ortodoxa i per l'Església Ortodoxa Copta com el tercer concili ecumènic. Convocat per l'emperador Teodosi II el Jove a Orient i per Valentinià III a Occident per posar fi a la querella suscitada per la doctrina nestoriana, va reunir uns dos-cents participants sota la presidència del patriarca d'Alexandria, Ciril.

## Qüestions debatudes
Al contrari dels anteriors concilis, on les qüestions teològiques es referien principalment a la unicitat de Déu, al concili d'Efes es va debatre sobre la naturalesa de Crist. Els nestorians negaven la unicitat de la naturalesa de Crist i consideraven que les seves dues naturaleses, divina i humana, es trobaven separades, prevalent la naturalesa humana sobre la divina, pel que Maria no havia de ser considerada «Mare de Déu» (Theotokos), sinó només «Mare de Crist» (Khristotokos), ja que havia donat a llum a un home que la divinitat havia anat a habitar.
El resultat van ser sis cànons. Finalment, Ciril I d'Alexandria, que era el representant del papa, va fer condemnar la doctrina de Nestori i va proclamar solemnement la maternitat divina de la verge. El concili també va condemnar com herètica la doctrina del pelagianisme, excomunicant-ne el principal representant, Celestí (Cànon 1); va decretar l'excomunió per a tots els qui no s'atinguessin al decretat en el mateix concili (Cànon 6), i va establir l'anatema per a qui no respectés els cànons sorgits del Concili de Nicea I, especificant que el text del credo sorgit en aquest concili no hauria de sofrir cap addició o subtracció (Cànon 7).